# Lonchophylla orienticollina
Lonchophylla orienticollina — вид родини листконосові (Phyllostomidae), ссавець ряду лиликоподібні (Vespertilioniformes, seu Chiroptera).

## Середовище проживання
Ендемік середньої висоти східних Анд Венесуели, Колумбії і Еквадору. 